# Silva vs. Weidman
Silva vs. Weidman foi uma luta histórica do Ultimate Fighting Championship, realizado em 8 de julho de 2013, no MGM Grand Garden Arena em Las Vegas, Nevada. Foi a luta principal do UFC 162.
A derrota de Anderson Silva foi apelidada de "Octagonazzo" pela imprensa brasileira.

## Cenário Pré-Luta
Em Março de 2013, o UFC anunciou como luta princippal do evento a defesa do Cinturão Peso Médio do UFC por Anderson Silva contra o invicto Chris Weidman.
Segundo Georges St. Pierre, Weidman irá vencer o Anderson Silva. Segundo ele "as fraquezas de Anderson são os fortes de Weidman. Treinei com o desafiante e o seu wrestling está em outro nível. Não só acho que Weidman irá derrotar Anderson Silva, como acho que ele irá finalizá-lo". GSP é amigo de Weidman e treina junto com o "All-American" quando ambos estão afiando o jiu-jitsu na academia de Renzo Gracie, em Nova York.
Para Chael Sonnen, se Silva vencer o Weidman, ele será o melhor lutador da história: "Vamos entender, se Anderson Silva vencer esta luta, o debate termina: ele é o melhor lutador de todos os tempos.
No dia 30 de Junho, o jornalista Luiz Prota, do canal Esporte Interativo noticiou que Anderson estava com uma lesão na costela (a mesma que quase o fez perder a 1a luta contra Chael Sonnen), e que por conta disso a luta poderia ser adiada. Dias depois, Anderson desmentiu a história, dizendo-se estar 100%. Em Setembro (após a luta, portanto), Anderson confirmou que realmente lutou lesionado.

### Ficha-Técnica dos Lutadores
| Anderson Silva                  | Dado Comparativo | Chris Weidman  |
| ------------------------------- | ---------------- | -------------- |
| Brasil                          | País             | Estados Unidos |
| 38 anos                         | Idade            | 29 anos        |
| 1,87m                           | Altura           | 1,88           |
| 83,5kg                          | Peso             | 84kg           |
| 33v-4d (10 defesas de cinturão) | Cartel           | 9v-0d          |
| Muay Thai                       | Especialidade    | Wrestling      |

- Fonte:Lancenet[10]

### Pesagem
A pesagem oficial da luta ocorreu no dia 05 de Julho de 2013. Os lutadores grudaram seus rostos  e quase acabaram dando um "selinho" um no outro. Numa entrevista dada no dia anterior, o Spider surpreendeu o americano ao entregar-lhe seu cinturão para posar para fotos - tudo parte de sua estratégia para abalar o psicologico do adversário.

## A Luta
As provocações de Anderson já começaram na encarada, quando Weidman estendeu a mão para cumprimentar o brasileiro, que não devolveu o gesto.
No primeiro round, Weidman usou a estratégia de colocar a luta para baixo e até chegou a encaixar uma chave de calcanhar, e quase finalizou a luta, mas o brasileiro conseguiu sair com sucesso da posição. A partir desse momento, Anderson mudou a postura e passou a brincar com o adversário no octógono. Apenas se esquivava, chamava o oponente para o combate, e mexia a cabeça em sinal negativo.
No segundo round o panorama não mudou. Anderson continuou brincando no octógono, trabalhando para desestabilizar o adversário. Ele tentou um chute, defendido pelo adversário, que revidou com golpes. Percebendo que Anderson não partia pra cima, só queria provocar, e só ficava com a guarda baixa, Weidman acertou um cruzado de esquerda que levou Anderson ao chão. Weidman foi para definir no ground and pound, conectou socos e o árbitro Herb Dean encerrou o combate a 1min18. Estava decretado o nocaute técnico para o novo campeão.
Em entrevista dada após a luta, o árbitro da luta Herb Dean revelou que quando viu Anderson Silva ir ao chão achou que era apenas mais uma provocação.
| “ | "Quando ele foi acertado e caiu, achei que estava fazendo alguma encenação, já que o vi fazer algo parecido. Porém, quando me aproximei para ver melhor, pude ver que ele estava realmente inconsciente.” | ” |

Logo após o nocaute, Chris Weidman foi flagrado insultando o brasileiro. Claramente fazendo um desabafo junto ao seu córner, é possível percebê-lo dizendo “that disrespectful piece of shit”, que pode ser traduzido como “esse desrespeitoso de m…”
O nocaute rendeu ao Chris Weidman o bônus de nocaute da noite, e o cinturão dos meio-médios.

## Pós-Luta
Na conferência pós-UFC 162, Anderson Silva admitiu que a estratégia de trazer o opositor para o seu jogo não funcionou. Ele chegou a tentar o mesmo plano aplicado contra Stephan Bonnar em outubro de 2012, quando ficou de costas na grade esquivando-se dos ataques.
Com o resultado, Anderson Silva caiu para 3a posição no ranking de melhores lutadores pound for pound
Mesmo com a derrota, a Comissão Atlética de Nevada revelou que o brasileiro recebeu quase 13 vezes mais que o novo campeão. Os números divulgados, porém, não levam em conta os prêmios dados pelo UFC por luta e nocaute da noite.
Por conta do nocaute, Spider pegou uma suspensão médica de 45 dias.
No dia 29 de Setembro, Anderson afirmou que lutou com uma lesão nas costas:
| “ | "Foi bom tocar nesse assunto, porque eu realmente estava machucado. Até agora ninguém tinha tocado nesse assunto, mas isso não é desculpa para a minha performance. Foi um pouco abaixo da costela que eu tinha fraturado antes da primeira luta contra o Sonnen. E é isso. Eu estava com 85% da minha condição física." | ” |

### Novo Recordista
Após a derrota de Anderson Silva, o canadense Georges St. Pierre passou a deter alguns recordes. Entre os então atuais campeões do UFC, ele passou a ser o lutador que estava há mais tempo com cinturão (5 anos e sete meses), o lutador com maior sequência ativas de vitórias (11), e lutador com mais defesas de título (8).

### Entrevistas
- Chris Weidman: "Achei que ele não deveria brincar comigo. Eu estava preparado para isso. Sabia que poderia fazer isso e consegui. Eu me sinto incrível por isso. Imaginei isso acontecendo. Ainda parece muito surreal. A única forma de isso acontecer era por Deus. Obrigado ao MMA."[21]
- Anderson Silva: "Trabalhei duro para essa luta. Respeito todos no UFC, respeito os EUA. Meu grande sonho era trabalhar aqui. Quero dizer obrigado ao Lorenzo, ao Dana. Chris foi melhor hoje, ele é o melhor agora. Chris é o novo campeão."[21] Além disso, ele afirmou não querer uma revanche, nem lutar mais pelo cinturão.[22]
- Dana White: "Essa luta custou a GSP, Jon Jones e Anderson Silva muito dinheiro, porque Anderson Silva era a conexão entre as duas superlutas. Anderson Silva já perdeu antes, mas não sabe mais o que é perder. Ele vai ter que lidar com isso por alguns dias, mas eu garanto que não há nada que ele queira mais que uma revanche contra Chris Weidman."[23]

### Estatísticas
- Primeira derrota de Anderson Silva no UFC, em 17 lutas, sendo 10 defesas de cinturão.
- Primeiro perda de cinturão de Anderson Silva
- Primeira derrota por nocaute de Anderson Silva.[21]

### Repercussão
Muitos consideraram que Anderson Silva foi arrogante, por ter lutado com a guarda baixa, dançando e excedendo nas firula, gerando assim vários comentários negativos a seu respeito.

### Especulações sobre Armação
Dias antes do combate, Anderson Silva já havia dado uma entrevista polêmica, no qual previa sua derrota para Chris Weidman. Na entrevista dada à TV “Sports Net Canada”, o lutador afirmou que gostaria que seu combate terminasse com uma vitória do adversário.
Dois dia após a luta (08/07), a revista Forbes divulgou uma matéria dizendo que "a derrota pode ser uma vitória para o UFC", uma vez que a mudança de detentor do cinturão atraia muitos patrocinadores novos. Além disso, uma revanche poderia tornar o evento uma das lutas de UFC mais vistas na história. Neste mesmo dia, a polícia americana começou a investigar se não teria havido armação no resultado. As quantias envolvidas eram tão exorbitantes que a polícia de Las Vegas e o Gaming Control Board, entidade responsável por fiscalizar as apostas na cidade, estariam investigando o caso segundo a imprensa americana. Eles investigam um investidor que apostou mais de R$2 milhões no lutador americano, quantia muito superior à habitual para uma disputa do UFC. O palpite certeiro rendeu ao apostador cerca de R$ 7 milhões de reais. Por determinação da Justiça, a investigação corre em segredo judicial, e os detalhes não podem ser revelados publicamente.
Os que são a favor desta "teoria" apontam 7 motivos para a "suposta armação":

1. O jeito displicente de Anderson Silva, que baixou a guarda em vários momentos;[30]
2. Na entrevista pós-combate, Anderson Silva disse que não gostaria de uma revanche para retomar o cinturão dos médios;[31]
3. Na mesma entrevista, Spider também declarou que pensa em aposentadoria. A perda do cinturão seria uma forma de ele apressar o fim da carreira;[32]
4. Anderson afirmou algumas vezes que está insatisfeito por ter que cumprir um contrato de mais dez lutas com o UFC, por estar cansado. Sem o cinturão, fica mais fácil para ele se livrar do compromisso antes do tempo;[33]
5. O UFC vai ganhar mais espaço na mídia com as especulações sobre o primeiro desafiante de Weidman;[34]
6. Sem a obrigação de defender o cinturão, fica mais fácil para Anderson Silva mudar de categoria e fazer as chamadassuper-lutas contra Jon Jones e Georges St. Pierre;[35]
7. Anderson Silva dominava uma categoria, e já havia vencido todos os oponentes mais fortes. O fim da supremacia de Anderson Silva na categoria acirraria a disputa na categoria.[36]

Ao ser questionado sobre a suposta armação, Dana White, então presidente do UFC, se irritou.
| “ | “É, armações acontecem, seus idiotas de m... (...) Há uma coisa a respeito de esportes assim, e que os torna tão emocionante: quando dois caras entram no ringue, tudo pode acontecer. E vocês viram a reação do público na arena quando o Anderson perdeu? Todos estavam como ‘ca…!’, gritando e aplaudindo. O Anderson Silva perdeu hoje, mas foi apenas um dos vários momentos muito loucos do UFC.” | ” |

## A Revanche: Silva x Weidman II
No dia 13 de Julho, Dana White confirmou a revanche como a luta principal do UFC 168, no dia 28 de Dezembro.
| “ | “Essa é a luta mais excitante que já existiu, todo mundo quer assistir. Quando o MGM estiver lotado, a energia estará espalhada pelo mundo inteiro, todos vibrarão com esse confronto, seja no ginásio, em suas casas ou bares. Mal posso esperar por essa luta. Veremos o que vai acontecer” | ” |

No dia 26 de Julho, o cartaz promocional da luta foi divulgado. Além dos lutadores, a montagem traz a seguinte frase: “Leave No Doubt” (Para não deixar dúvidas)”.